# Henry Harpending
Henry Cosad Harpending (n. 13 de enero de 1944 - 3 de abril de 2016) fue un antropólogo estadounidense y y profesor distinguido de la Universidad de Utah. Harpending se licenció en el Hamilton College y se doctoró en la Universidad de Harvard en 1972. Fue miembro de la Academia Nacional de Ciencias de los Estados Unidos.

## Educación y carrera
Harpending nació en Dundee, Nueva York, en 1944. Se graduó en el Dundee Central High School en 1961, en el Hamilton College en 1964 y se doctoró en Harvard en 1972. Harpending estudió genética de poblaciones.
Tras graduarse en Harvard, trabajó en Yale (1972-1973), la Universidad de Nuevo México (1973-85), Penn State (1985-1997) y la Universidad de Utah (1997-2016). A lo largo de su carrera, contribuyó a más de 120 publicaciones.
La primera esposa de Harpending fue Patricia Draper, con quien tuvo dos hijos. Se casó con su segunda esposa, Renee Pennington, hacia 1995. Tuvieron un hijo. Falleció el 3 de abril de 2016 a la edad de 72 años, tras sufrir un derrame cerebral.

## Trabajo

### Genética de poblaciones
Según una biografía de Alan R. Rogers, en los años 70 Harpending fue pionero en el estudio de la relación entre genética y geografía, desarrollando métodos que aún se utilizan. También dio un vuelco a la concepción predominante de la selección de grupos, al demostrar que es más probable que la selección de grupos funcione cuando hay un fuerte flujo de genes entre ellos, en lugar de cuando están aislados unos de otros. Harpending también desarrolló el enfoque del análisis de poblaciones mediante métodos de matriz R y, junto con Trefor Jonkin, escribió el capítulo más citado del manual de 1973 Methods and Theory of Anthropological Genetics.

### !Kung y Herero
Harpending realizó trabajos de campo en el sur de África (Botsuana, Namibia) y hablaba la lengua !Kung. En 1981, mientras trabajaba en la Universidad de Nuevo México, Harpending estudió al grupo durante la Guerra de la frontera de Sudáfrica. Harpending describió a la sociedad !Kung "como Rorschachs" porque los antropólogos podían sacar conclusiones contradictorias. Su trabajo de campo fue la base de la monografía de 1993 The Structure of an African Pastoralist Community, con Pennington.
Harpending también realizó un extenso trabajo de campo sobre el pueblo herero, un grupo de pastores de la zona de Botsuana. Los herero son conocidos localmente por "su tradicionalismo, su riqueza ganadera y su dominio sobre las mujeres mayores". La experiencia previa de Harpending con el pueblo !Kung fue útil porque muchos Herero son bilingües en !Kung. Harpending ya había tenido contacto con los herero en anteriores viajes de investigación.
En 1973, Harpending ayudó a fundar el Kalahari People's Fund. El KPF fue una consecuencia del Grupo de Investigación multidisciplinar sobre el Kalahari de Harvard, dirigido por Richard Lee e Irven DeVore. Newsweek describió el KPF como una de las primeras organizaciones de defensa del pueblo en Estados Unidos con experiencia antropológica profesional detrás.

### La inteligencia asquenazí
En el artículo de 2005 "Natural History Of Ashkenazi Intelligence" (Historia natural de la inteligencia asquenazí), Gregory Cochran, Jason Hardy y Harpending sugieren que el elevado coeficiente intelectual medio de los judíos asquenazíes puede atribuirse a la selección natural para la inteligencia durante la Edad Media y a una baja tasa de afluencia genética. Su hipótesis es que el perfil ocupacional de la comunidad judía en la Europa medieval dio lugar a una presión de selección para las mutaciones que aumentan la inteligencia, pero que también pueden dar lugar a trastornos neurológicos hereditarios.
La hipótesis de Harpending sobre la inteligencia de los judíos asquenazíes ha suscitado tanto elogios como críticas, ya que algunos científicos consideran que la teoría es altamente inverosímil, mientras que otros la consideran digna de consideración. Según el psicólogo cognitivo Steven Pinker, esta teoría "cumple los estándares de una buena teoría científica, aunque es tentativa y podría resultar errónea". Por otro lado, el genetista David Reich ha argumentado que la hipótesis se contradice con las pruebas de que la mayor tasa de enfermedades genéticas entre los judíos asquenazíes se debe en realidad a la deriva genética.

### The 10,000 Year Explosion
En The 10,000 Year Explosion (La explosión de los 10.000 años), del que es coautor junto a Gregory Cochran, Harpending sugiere que la creencia común de que la adaptación genética humana se detuvo hace 40.000 años es incorrecta y que los humanos evolucionaron cada vez más rápido en respuesta a los nuevos retos que planteaban la agricultura y la civilización. El resultado fue una evolución acelerada que ha variado en función de los nuevos nichos o entornos que habitan determinadas poblaciones.
El último capítulo de La explosión de los 10.000 años amplía su artículo del Journal of Biosocial Science sobre la cuestión de la inteligencia de los judíos asquenazíes. Harpending y Cochran sostienen que la causa de la afirmación de que los asquenazíes tienen una media de inteligencia verbal y matemática superior a la de otros grupos étnicos (además de tener un número relativamente alto de enfermedades genéticas, como la enfermedad de Tay-Sachs, la enfermedad de Canavan, la enfermedad de Niemann-Pick, la enfermedad de Gaucher, la disautonomía familiar, el síndrome de Bloom, la anemia de Fanconi, la fibrosis quística y la mucolipidosis IV) se debe al aislamiento histórico de la población judía en Europa.
Este libro ha sido reseñado en varias revistas académicas, como American Journal of Human Biology, Evolutionary Psychology, Evolution and Human Behavior, Explorations in Anthropology, and the Journal of Anthropological Research. Las reseñas de Milford H. Wolpoff, Gregory Gorelik y Todd K. Shackelford, y Edward Hagen elogiaron el libro como creativo y perspicaz, y sostienen que presenta una valiosa contribución a nuestra comprensión de la evolución humana. Sin embargo, estos autores criticaron algunas de las hipótesis del libro por no estar suficientemente fundamentadas.  Un par de reseñas negativas de Cadell Last y Keith Hunley criticaron el libro por considerar la raza como una categoría biológica y por presentar una visión demasiado simplista de la influencia de la genética en la variación del comportamiento humano.

## Opiniones sobre la raza
El Southern Poverty Law Center ha documentado los trabajos y declaraciones de Harpending sobre la raza, señalando su asociación con grupos de supremacía blanca y refiriéndose a su trabajo como un intento de perpetuar el racismo científico. El SPLC señala que atribuyó los estereotipos de las distintas poblaciones humanas a las diferencias genéticas, afirmando a menudo que los africanos, los papúes de Nueva Guinea y los "Baltimore" (afroamericanos) poseen las mismas predisposiciones temperamentales genéticas que, según él, se caracterizan por "la violencia, la pereza y la preferencia por 'aparearse en lugar de criar a los hijos'", mientras que los europeos y los asiáticos del norte "han evolucionado hacia una mayor inteligencia y 'tienden a ser más disciplinados que las personas que dan la vida por sentada'"; que estaba a favor de la deportación masiva de inmigrantes ilegales de Estados Unidos utilizando campos FEMA como parte del proceso y que no creía que se debiera gastar más dinero en educación en Estados Unidos porque pensaba que las disparidades raciales se basan en la genética y no en disparidades de financiación; que dio conferencias en lo que el SPLC designa como grupos de supremacía blanca; y que apoyaba la eugenesia, acreditándola en forma de pena de muerte para la "pacificación genética" de la población europea occidental.
Harpending afirmó en una ocasión que las personas de ascendencia subsahariana no tienen la misma propensión genética al "trabajo duro" que los euroasiáticos. Según el genetista David Reich, "simplemente no hay pruebas científicas que apoyen esta afirmación".
Harpending negó ser racista. Durante una charla sobre raza e inteligencia en el Club H.L. Mencken, una conferencia nacionalista blanca fundada por Paul Gottfried y Richard Spencer, dijo que "alguien te llamará racista, pero así es el mundo". En una entrada de blog de 2012, escribió que "si [la creencia en la brujería] es casi panafricana, entonces tal vez algo de ella llegó al Nuevo Mundo", con el resultado de que "los habladores de la población negra estadounidense salen con teorías similares de fuerzas vagas e invisibles que están oprimiendo a la gente, como el 'racismo institucionall y el 'privilegio blanco'".